# Robbie le renne dans la grande course polaire
 (décembre 2010).
Si vous disposez d'ouvrages ou d'articles de référence ou si vous connaissez des sites web de qualité traitant du thème abordé ici, merci de compléter l'article en donnant les références utiles à sa vérifiabilité et en les liant à la section « Notes et références ».
Robbie le renne dans la grande course polaire (Hooves of Fire) est un film d'animation anglais produit par la BBC Animation Unit sorti en 1999.
Dans la grande tradition des studios Aardman Animations et proche de l'esprit de Wallace et Gromit, l’histoire de Robbie le renne est un conte de Noël trempé dans l’humour anglais.
Richard Goleszowski, transfuge d’Aardman et papa de Robbie, en collaboration avec Richard Curtis, scénariste de renom (Quatre mariages et un enterrement, Coup de foudre à Notting Hill), ont mêlé technique d’animation, humour à tous les degrés et imagination. Les parties expressives des personnages sont composées de pâte à modeler et sont agrémentés d'un caractère propre.

## Synopsis
Dans un petit village du Pôle Nord, vit la famille du Père Noël (Père Noël, Mère Noël et Bébé Noël). On ne peut pas se tromper : tous les trois portent la barbe blanche ! Arrive alors Robbie le renne, dont le papa a été jadis membre de l’attelage du fameux traîneau du Père Noël. Il rêve de devenir à son tour équipier au sein de l'attelage. Il postule pour ce poste très convoité. Mais il faut des qualités physiques et mentales qu’il est loin de posséder. Pas très costaud, pas sportif du tout, Robbie a peur de ne pas être à la hauteur de son père malgré sa bonne volonté et face à l’équipe des rennes en service, il ne fait pas le poids.
Renvoyé dans ses foyers et totalement mortifié (avec un zeste de complexe d’Œdipe), il fait la rencontre d’un vieil entraîneur à la retraite qui relève le défi : en faire un renne de compétition… À la suite d’une confrontation sportive de très haut niveau, une fin heureuse permet à Robbie de montrer sa vraie nature.

## Distribution
- Ardal O'Hanlon (VF : Alexandre Gillet) : Robbie
- Jane Horrocks (VF : Julie Turin) : Donner
- Steve Coogan (VF : Daniel Russo) : Blitzen
- Caroline Quentin (VF : Blanche Ravalec) : Vixen
- Ricky Tomlinson (en) : Le père Noël
- Paul Whitehouse : Prancer
- Harry Enfield : Old Jingle
- David Attenborough : lui-même

## Robbie le renne 2: La Légende du peuple oublié
Pour Noël 2002, est sorti Robbie le renne 2 : La Légende du peuple oublié (Legend of the Lost Tribe), film d'une durée de 30 minutes réalisé par Peter Peake.
Après avoir été sélectionné pour faire partie de l'attelage du Père Noël, Robbie devient guide pour touristes. Ses affaires ne marchant pas fort, il part à la recherche d'une tribu oubliée et perdue de guerriers vikings. Mais voici que son ennemi préféré, l’ignoble Blitzen, sort de prison et tend un piège aux amis de Robbie. Il faut les tirer de là !

## Distinctions
- 2000 : Best Entertainment (Programme or Series) aux British Academy Film and Television Arts Awards[1]